# Bojken

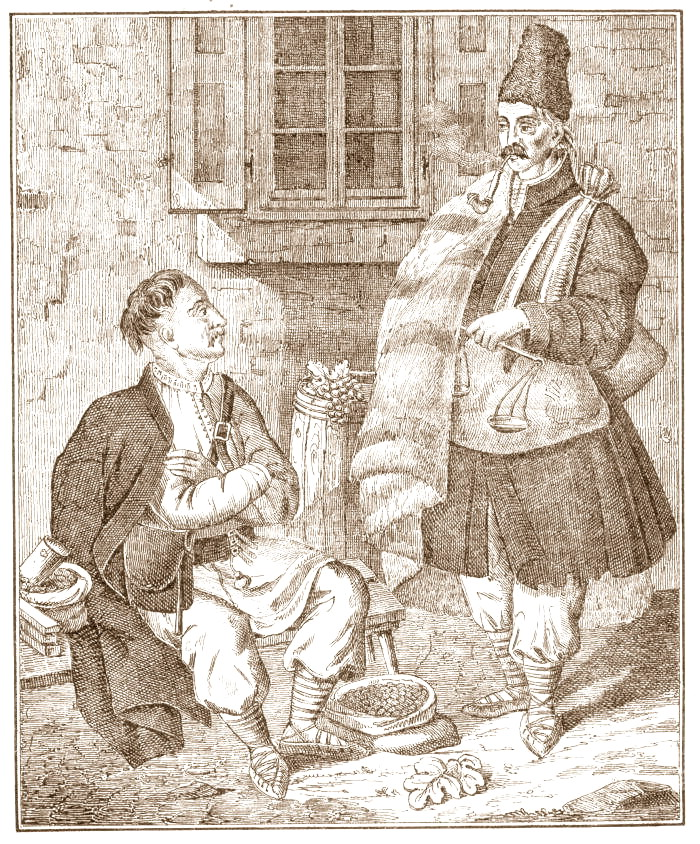
Die Bojki. Typen polnischer Einwohner: Bojki von Galizien, Lithografie von 1837

Bojken (ukrainisch бойки bojky, polnisch Bojkowie, slowakisch Pujďáci) heißen die Angehörigen einer in den Waldkarpaten lebenden Gruppe von Russinen. Traditionell die meisten Bojken leben in den Karpaten, in der Ukraine, insbesondere im Süden der Oblaste Lemberg, und Oblaste Iwano-Frankiwsk, sowie im Norden Transkarpatiens, auch leben sie in Südostpolen, insbesondere in den Kreisen Lesko und Ustrzyki Dolne. Ein großer Teil der Bojken, die früher in Polen lebten, wurde im Rahmen des polnisch-sowjetischen Gebietsaustauschs von 1951 in die Sowjetukraine umgesiedelt.  Sie sprechen einen Bojken-Dialekt.
Die polnischen Bojken wurden 1947 zusammen mit den benachbarten Lemken und anderen ukrainischstämmigen in der Aktion Weichsel zwangsweise in den Norden und Westen umgesiedelt.
Im Brockhaus-Konversationslexikon von 1894 heißt es zum Siedlungsgebiet der Bojken: „Die in den galizischen Karpaten wohnenden ruthenischen Gebirgsbewohner von den Quellen des San bis zur Lomnica werden Bojken […] genannt.“

## Herkunft des Namens
Manchmal werden Bojken von den Huzulen sowie auch intern als Nachkommen des keltischen Stammes der Boii angesehen.
Dies würde sogar erklären, weshalb sich die heutigen Bojken von den anderen Russinen abgrenzen. Zudem gibt es Namensentstehungstheorien, nach welcher die Namen von der keltischen als auch slawischen Silbe Boi oder Boj abgeleitet werden, welche für „Kampf“ steht.

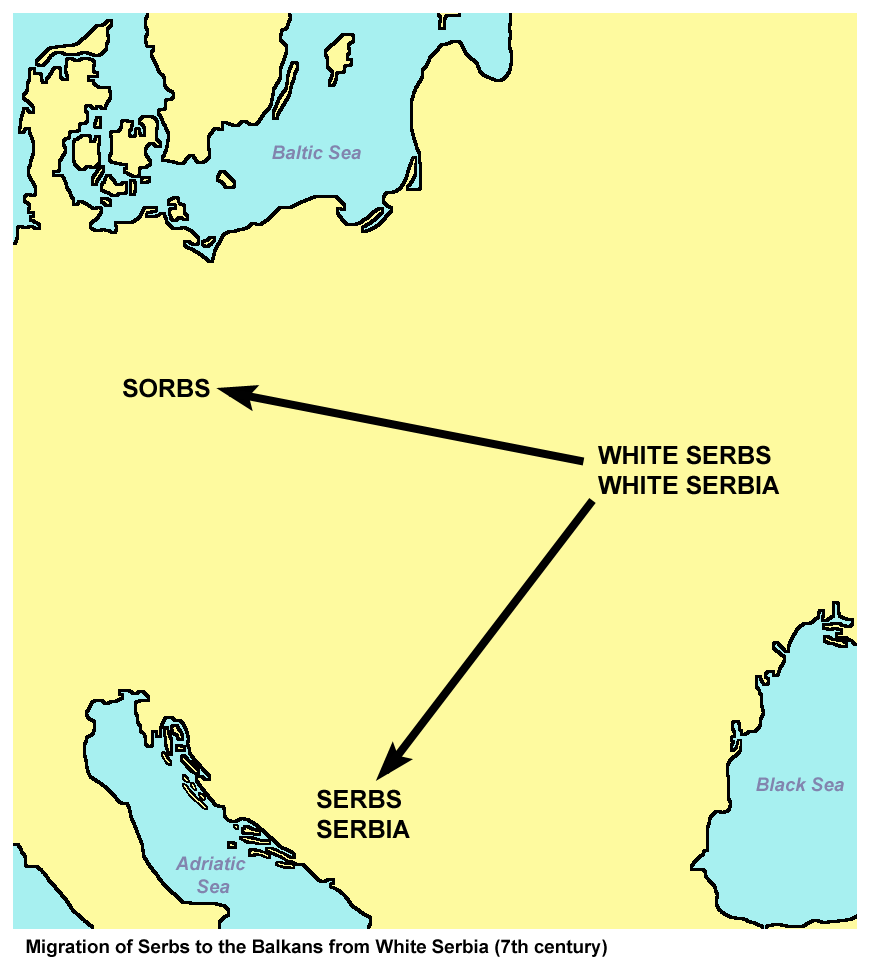
Migration der Serben im 7. Jahrhundert. (Ausgangspunkt ist die Region der Karpaten sowie weiter östlich.)

Der Name der Bojken wird manchmal auch mit der legendären Urheimat der Serben in Verbindung gebracht, die Boiki bzw. Boika (Bojka) oder „Weißes Serbien“, serbisch Бела Србија Bela Srbija, griechisch Βοΐκι Boïki genannt wird.
Der byzantinische Kaiser Konstantin VII. schrieb in De Administrando Imperio im 32. Kapitel: „Es ist bekannt, dass die Serben von den ungetauften Serben, also den sogenannten ‚weißen‘ Serben, welche hinter der Türkei, einer Region, welche den Namen Bojki trägt, stammen.“
Hierbei ist aufgrund zeitgenössischer Namensgebung die „Türkei“ als das heutige Ungarn zu interpretieren.
Die Lage von Boika ist jedoch oft zum Streitpunkt vieler Slawisten geworden. Meist wird sie im Südosten des heutigen Polens, in Galizien in der Gegend um die Quelle der Flüsse Weichsel und Dnister vermutet, was dem heutigen Siedlungsgebiet der Bojken entspricht. Auch die Verbindung zu den Sorben oder anderen slawischen Völkern wird diskutiert. An der Debatte beteiligten sich Persönlichkeiten wie Pavel Jozef Šafárik und Benjámin Kállay.